# Iosif Alboni
Iosif Alboni (n. 1874, Bucova, județul Caraș-Severin – d. 1941, Bucova, județul Caraș-Severin) a fost un deputat în Marea Adunare Națională de la Alba Iulia, organismul legislativ reprezentativ al „tuturor românilor din Transilvania, Banat și Țara Ungurească”, cel care a adoptat hotărârea privind Unirea Transilvaniei cu România, la 1 decembrie 1918 :p. 193.

## Biografie
A făcut școala primară, iar apoi Școala civilă în Hațeg. A fost pădurar și brigadier silvic, îndeplinind si funcția de primar pentru mai mulți ani. A participat la Primul Război Mondial cu gradul de plutonier major :p. 193.  

## Activitatea politică
Ca deputat în Adunarea Națională din 1 decembrie 1918 a fost delegat al Cercului electoral Hațeg :p. 193.	